# 藍川町
藍川町（あいかわちょう）は、岐阜県岐阜市の町名。郵便番号は500-8103（集配局:岐阜中央郵便局）。

## 地理
岐阜市中央部に位置し、東は粕森町、西は美園町1～2丁目、南は若宮町1丁目、北は多賀町に接する。上加納山（水道山）の麓に位置する。

## 世帯数と人口
2025年（令和7年）4月1日現在の世帯数と人口は以下の通りである。
| 町丁   | 世帯数 | 人口 |
| ------ | ------ | ---- |
| 藍川町 | 16世帯 | 32人 |

## 学区
市立小・中学校に通う場合、学区は以下の通りとなる。
| 地域 | 小学校             | 中学校                 |
| ---- | ------------------ | ---------------------- |
| 全域 | 岐阜市立明郷小学校 | 岐阜市立岐阜中央中学校 |

## 歴史

### 町名の由来
当地付近一帯の土地を所有していた藍川清邦の名による。

### 沿革
- 1909年（明治42年）6月8日 - 小熊（字川端町）の一部より、藍川町が成立[6][4]。